# Emily Hahn (actriz nacida en 2000)
Emily Ricks Hahn (Los Ángeles, California; 28 de julio de 2000) es una actriz, actriz de voz estadounidense. Reconocida por su papel de voz como Bonnie Anderson en la franquicia de Toy Story y excepto la cuarta entrega asociada.
Así como Jen en la película de aventura infantil Camp Cool Kids y Andrea Hartley en la película dramática cristiana Beautifully Broken.

## Biografía

### Primeros años
Emily nació el 23 de junio de 2000 y crio en Los Ángeles.

### Carrera
Inicio de su carrera en el año 2009, interpretando como Andrejka en el doblaje en inglés de la película de fantasía Na pude aneb Kdo má dneska narozeniny?. Al año siguiente, en 2010, asumió como Bonnie Anderson en la película animada de Pixar Toy Story 3 y luego retoma como Bonnie en el videojuego del mismo nombre. Más tarde, participó en las dos series dramáticas como Hawthorne y Brothers & Sisters, y luego participó como Katie en el videojuego de Disney Interactive Studios Disney Tangled, que está basada a la película del mismo nombre. Participó como voces adicionales en la película de Warner Bros. Pictures El Oso Yogui: La película.
En 2011, participó como Rachel Cuddy, la hija adoptiva de la Dr. Lisa Cuddy, pero forma de sueño en la serie dramática médica House M. D. y luego retoma nuevamente como Bonnie en la serie de cortos de Disney Toy Story Toons, y después participó en la serie dramática Falling Skies. Al año siguiente, en 2012, interpretó en el videojuego de Disney Kinect Rush: A Disney-Pixar Adventure y en el cortometraje de Disney y Pixar Short Films Collection 2, nuevamente como Bonnie Anderson. Más tarde, participó en las dos películas animadas como en ParaNorman y Wreck-It Ralph.
En 2013, interpretar a Paloma en la película dramática romántica Pop Star y luego retoma esta vez como Bonnie Anderson en la película de televisión de Disney Toy Story of Terror!. Al año siguiente, interpretar por última vez como Bonnie Anderson en la película de televisión de Disney Toy Story That Time Forgot.
En 2017, regreso a la actuación para la película de directo para video Camp Cool Kids como Jen. Más tarde, interpretó como Sally Nelson en la serie comedia Fresh Off The Boat. Al año siguiente, en 2018, interpretar a Andrea Hartley en la película dramática Beautifully Broken, y luego retoma por su papel de voz como Bonnie Anderson en metraje de audio en el cortometraje de Disney Pixar Short Films Collection 3.
En 2020, interpretó como Madi Stein en el corto One Nation Under God. En 2022, participó en otro cortometraje titulado Expressions of America.

## Filmografía

### Películas
| Año  | Título                                 | Personaje             | Notas                   |
| ---- | -------------------------------------- | --------------------- | ----------------------- |
| 2009 | Na pude aneb Kdo má dneska narozeniny? | Andrejka              | Doblaje en inglés       |
| 2010 | Toy Story 3                            | Bonnie Anderson (voz) |                         |
| 2010 | El Oso Yogui: La película              | Voces adicionales     |                         |
| 2012 | Pixar Short Films Collection 2         | Bonnie Anderson (voz) | Cortometraje            |
| 2012 | ParaNorman                             | Dulce niña (voz)      |                         |
| 2012 | Wreck-It Ralph                         | Voces adicionales     |                         |
| 2013 | Pop Star                               | Paloma                |                         |
| 2013 | Toy Story of Terror!                   | Bonnie Anderson (voz) | Telefilmes              |
| 2014 | Toy Story That Time Forgot             | Bonnie Anderson (voz) | Telefilmes              |
| 2017 | Camp Cool Kids                         | Jen                   | Directamente para video |
| 2018 | Beautifully Broken                     | Andrea Hartley        |                         |
| 2018 | Pixar Short Films Collection 3         | Bonnie Anderson (voz) | Cortometrajes           |
| 2020 | One Nation Under God                   | Madi Stein            |                         |
| 2022 | Expressions of America                 | Desconocida           | Voz, cortometraje       |

### Televisión
| Año       | Título             | Personaje                | Notas                                           |
| --------- | ------------------ | ------------------------ | ----------------------------------------------- |
| 2010      | Hawthorne          | Ginger Dayton            | Episodio: «The Starting Line»                   |
| 2010      | Brothers & Sisters | Margaret Hartley         | Episodio: «A Righteous Kiss»                    |
| 2011      | House M. D.        | Rachel Cuddy (Sueño)     | Episodio: «Bombshells»                          |
| 2011-2012 | Toy Story Toons    | Bonnie Anderson          | Cortometrajes                                   |
| 2011      | Falling Skies      | Niña sobreviviente (voz) | Sin acreditar, episodio: «Live and Learn»       |
| 2017      | Fresh Off The Boat | Sally Nelson             | Episodio: «It's a Plastic Pumpkin, Louis Huang» |

### Videojuegos
| Año  | Título                                | Personaje             | Notas |
| ---- | ------------------------------------- | --------------------- | ----- |
| 2010 | Toy Story 3: The Video Game           | Bonnie Anderson (voz) |       |
| 2010 | Disney Tangled                        | Katie (voz)           |       |
| 2012 | Kinect Rush: A Disney-Pixar Adventure | Bonnie Anderson (voz) |       |